# Carrasco Bonito
Carrasco Bonito là một đô thị thuộc bang Tocantins, Brasil. Đô thị này có diện tích 195,017 km², dân số năm 2007 là 3314 người, mật độ 16,99 người/km².